# Adolfo Alsina (município)
Adolfo Alsina (Partido) é um partido (município) da província de Buenos Aires, na Argentina. Possuía, de acordo com estimativa de 2019, 17.458 habitantes.

## Localidades
- Carhué: 8.584 habitantes
- Delfin Huergo: 37 habitantes
- Esteban Gascon: 100 habitantes
- La Pala: 25 habitantes
- Rivera: 3.016 habitantes
- San Miguel Arcangel: 649 habitantes
- Thames: 25 habitantes
- Villa Maza: 1.705 habitantes
- Yutuyaco: 19 habitantes
- Arano
- Arturo Vatteone
- Avestruz
- Canonigo Gorriti
- Colonia Lapin: 50 habitantes
- Leubuco
- Tres Lagunas

(INDEC 2.001)